# Pierre Chenier
Pierre Chenier es un deportista canadiense que compitió en judo. Ganó una medalla de oro en el Campeonato Panamericano de Judo de 1982, en la categoría de –65 kg.

## Palmarés internacional
| Campeonato Panamericano | Campeonato Panamericano   | Campeonato Panamericano | Campeonato Panamericano |
| Año                     | Lugar                     | Medalla                 | Categoría               |
| ----------------------- | ------------------------- | ----------------------- | ----------------------- |
| 1982                    | Santiago de Chile (Chile) | Medalla de oro          | –65 kg                  |